# North Kansas City
North Kansas City è un comune degli Stati Uniti d'America, situato nello Stato del Missouri, nella contea di Clay.